# پلو زعفرانی

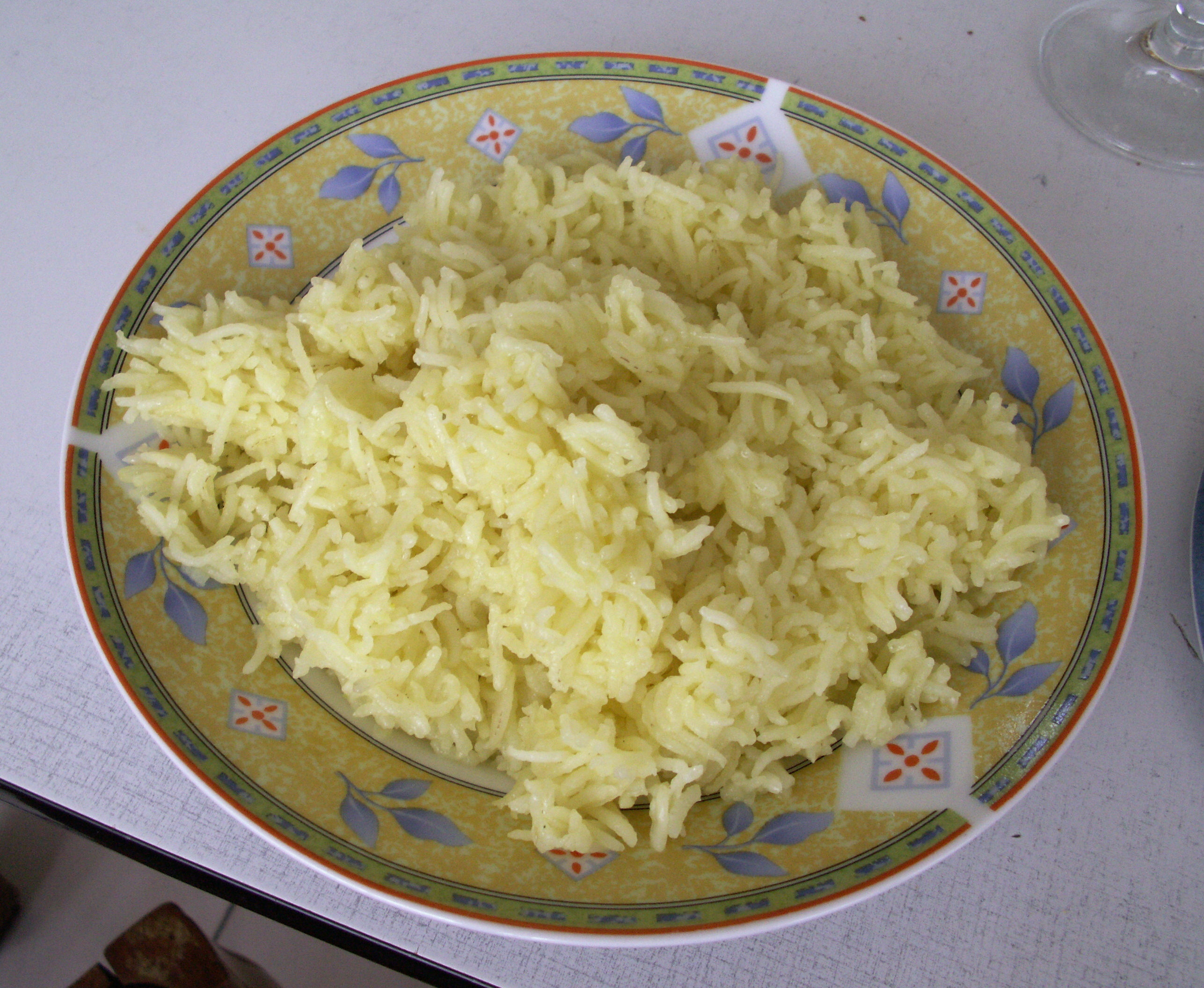
این تصویر ظرفی حاوی پلوی زعفرانی را به خوبی نشان می دهد.

پلوی زعفرانی، پلوی خوش بو و خوش رنگی است که معمولاً از آن برای زیبایی و آرایش دیس پلو استفاده می‌شود و غذای اصلی نیست مگر در ته‌چین، که پلوی زعفرانی بخش اصلی آن است.

## روش تهیه
اول باید مقدار کافی از گل‌های زعفران را با شکر در آسیاب، آسیا کرد تا به صورت گرد (پودر) درآید؛ دلیل اضافه کردن شکر ازبین بردن مزهٔ تلخ زعفران است. بعضی زعفران را به تنهایی آسیا می‌کنند و شکر را هنگام استفاده به آن اضافه می‌کنند.
معمولاً برای استفاده از زعفران، آن را به صورت دم کرده استفاده می‌کنیم که اصطلاحاً به آن زعفران دم کرده می‌گویند. به این ترتیب که زعفران ساییده شده با شکر را در نصف استکان آب جوش (بسته به میزان زعفران مقدار آب متفاوت است.) حل می‌کنیم و هنگام دم کشیدن برنج آن را در قابلمهٔ پلو می‌گذاریم تا همراه برنج دم بکشد؛ البته باید مراقب بود تا جایش مناسب باشد تا در برنج نریزد. با این کار قوام رنگ زعفران بیشتر می‌شود و بوی خوش آن نیز بیشتر نمود پیدا می‌کند و رنگ زیباتری به برنج می‌دهد.
وقتی برنج آماده شد و خوب دَم کشید؛ در ظرف دیگری روغن می‌ریزیم تا داغ شود بعد مخلوط آب جوش و زعفران را در آن می‌ریزیم و مقداری برنج نیز در آن می‌ریزیم و مرتب هم می‌زنیم تا برنج با آب زعفران و روغن مخلوط شود.
در این هنگام، پلوی زعفرانی آماده‌است، آن را برای تزیین روی دیس برنج می‌کشیم.